# NGC 88
NGC 88 è una galassia a spirale situata a circa 44,7 Mpc (146 milioni di anni luce), nella costellazione della Fenice. È una galassia di 15ª magnitudine classificata SB(rs)0/a, ovvero una galassia barrata di tipo intermedio fra quelle lenticolari e le galassie spirali.
NGC 88 è anche una galassia LINER, ovvero una galassia che presenta una bassa ionizzazione rispetto alle galassie "normali" nella regione nucleare e interagisce con NGC 87, NGC 89 e NGC 92, una famiglia di galassie chiamata Quartetto di Robert, scoperto da John Herschel nel 1834.